# Agathidium laevigatum laevigatum
Agathidium laevigatum laevigatum é uma subespécie de insetos coleópteros polífagos pertencente à família Leiodidae.
A autoridade científica da subespécie é Erichson, tendo sido descrita no ano de 1845.
Trata-se de uma subespécie presente no território português.